# La statua che urla (romanzo)
La statua che urla (titolo originale The Screaming Mimi) è un romanzo giallo del 1949 scritto da Fredric Brown. Una versione accorciata del libro apparve nell'ottobre 1949 su Mistery Book Magazine.
Protagonista della storia è un giornalista alcolizzato che cerca di restare sobrio mentre investiga su un assassino seriale, che ha già ucciso tre donne e ne ha ferito una quarta, pubblicato nel 1997 in Italia nella collana I Classici del Giallo Mondadori. 
A questo libro si è parzialmente ispirato Dario Argento per il suo film thriller d'esordio L'uccello dalle piume di cristallo.

## Trama
La città di Chicago ha a che fare con un omicida seriale, il pazzo sembra divertirsi nello sfregiare giovani e incantevoli donne. L'ultima vittima, sopravvissuta dopo un tentativo di aggressione, colpisce l'attenzione di un giornalista della città: William Sweeney. L'uomo, un po' per vocazione e un po' per la forte attrazione che sente per Iolanda Lang, la vittima sopravvissuta, comincia ad indagare nei diversi omicidi capendo subito che tutto sembra collegato all'acquisto di una statua (la statua che urla del titolo).

## Personaggi
- William Sweeney: giornalista di Chicago con il vizio dell'alcool
- Iolanda Lang: attraente ballerina di un night
- Doc Greene: agente di Iolanda
- Diomede: un senzatetto
- Raoul Reynarde: commerciante
- Harry Yahn: proprietario del locale in cui lavora Iolanda
- Chapman Wilson: scultore della statua che urla
- Bline: ispettore di polizia
- la signora Randall: portiera dello stabile in cui abita Sweeney
- Walter Krieg: capo di Sweeney

## Edizioni
- La statua che urla, traduzione di Gianna Tornabuoni, Collana I Gialli Proibiti, Milano, Longanesi, 1953. - Collana Il miglior giallo n.15, Longanesi, 1967.
- La statua che urla, traduzione di Gianna Tornabuoni, Collana Edgar n.6, Interno Giallo, 1991. - I Classici del Giallo Mondadori n.806, Milano, Arnoldo Mondadori Editore, 1997, pp.220.
- La statua che urla, traduzione di Margherita Galetti e Cinzia Negherbon, a cura di Daniele Brolli, Milano, Hobby & Work, 2009,  p. 228, ISBN 88-7851-182-X.